# Nikolaus Müller (Orgelbauer)

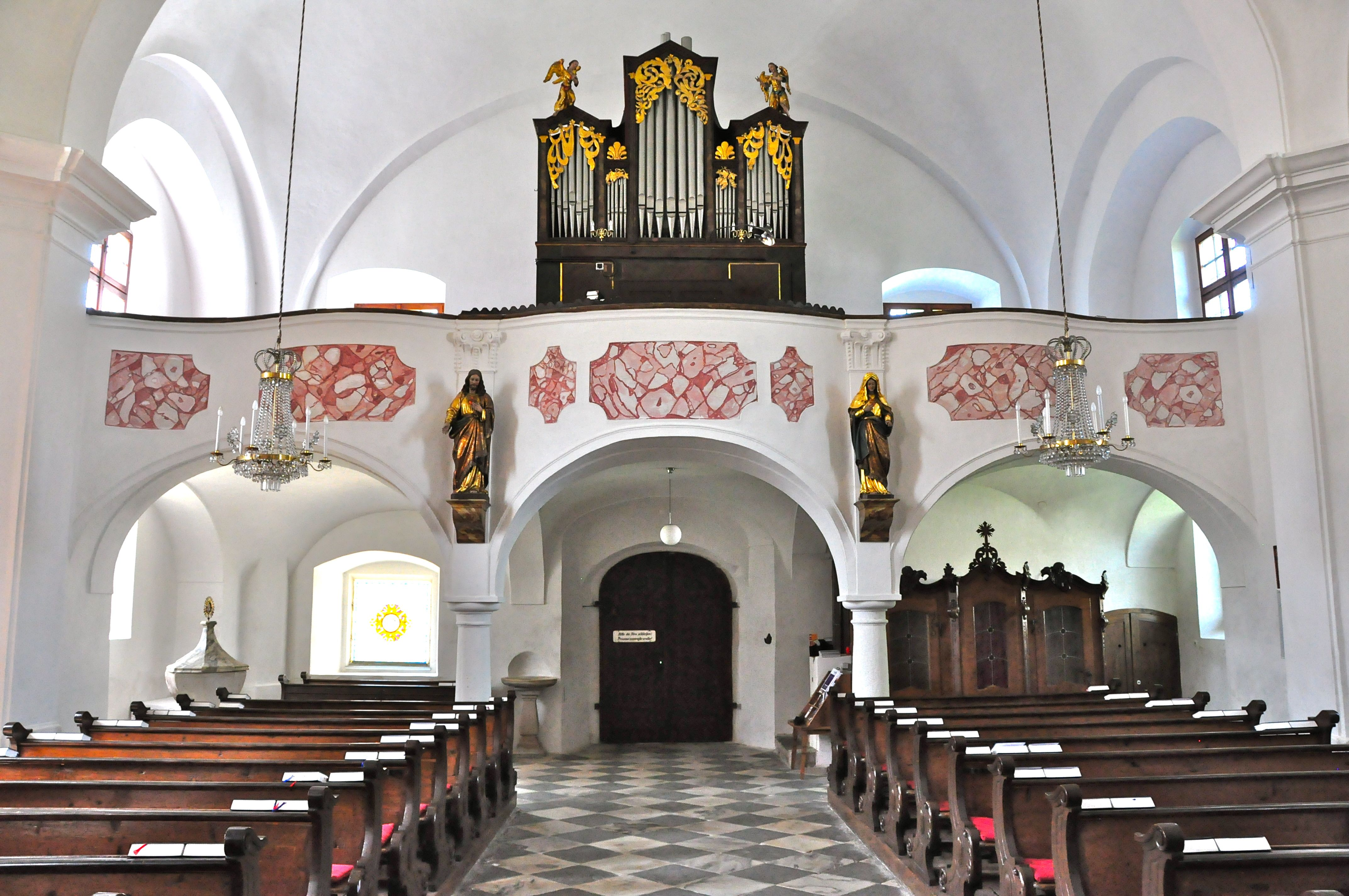
Pfarrkirche Kappel an der Drau

Nikolaus Müller (auch: Nicolaus Müller; * 1775 in Sulzfeld am Main; † 2. Februar 1834 in Klagenfurt) war ein Kärntner Tischlermeister sowie Klavier- und Orgelbauer.

## Leben
Nikolaus Müller stammte aus Sulzfeld am Main und wurde zu Beginn des 19. Jahrhunderts in Klagenfurt ansässig, wo er am 25. Oktober 1808 ein Tischlergewerbe anmeldete. Er übernahm anfangs unter anderem für umliegende Landkirchen Reparaturen von Positiven („Kleinorgeln“) und betätigte sich dann zunehmend im Musikinstrumentenbau, insbesondere als Klavier- und Orgelbauer. Müller stellte zahlreiche Klaviere, Positive und Orgeln her.
In den 1830er-Jahren hat der Orgelbauer Josef Breinbauer, der sich damals auf Wanderschaft befand, in der Werkstatt Nikolaus Müllers gearbeitet.
Nikolaus Müller war verheiratet und hatte mehrere Kinder. Er starb im Februar 1834 im Alter von 58 Jahren. Einer seiner Söhne, Anton Müller, war ebenfalls Orgelbauer geworden und führte nach dem Tod des Vaters dessen Werkstatt weiter.

## Werke
In verschiedenen Kirchen in Kärnten sind noch einige der von Nikolaus Müller geschaffenen Orgeln erhalten. Ein von ihm gebautes Giraffenklavier gehört heute zum Bestand der Musikaliensammlung des Landesmuseums Kärnten in Klagenfurt. Das Klaviaturvorsatzbrett des Instruments trägt folgende Signatur: „Nikolaus Müller / bürgerlicher Orgl et Instrumentmacher / in Klagenfurt“.
Nach Einschätzung von Fachleuten des Musikvereins Kärnten hat der Sohn Anton Müller „als Orgelbauer seinen Vater [noch] übertroffen“, unter anderem wurde dabei in einer Veröffentlichung von 2003 auf die bis heute erhaltene Orgel von Anton Müller in der Pfarrkirche Hl. Veit in Klein St. Veit verwiesen.
| Jahr | Ort                     | Gebäude                                 | Bild | Manuale | Register | Bemerkungen |
| ---- | ----------------------- | --------------------------------------- | ---- | ------- | -------- | ----------- |
| 1812 | Kappel an der Drau      | Pfarrkirche Kappel an der Drau          |      | I/P     | 14       |             |
| 1815 | St. Stefan Globasnitz   | Pfarrkirche St. Stefan unter Feuersberg |      | I/P     | 4        |             |
| 1819 | Ebenfeld                | Filialkirche St. Vitus                  |      | I/P     | 6        |             |
| 1827 | Sankt Johann am Pressen | Pfarrkirche                             |      | I/P     | 7        |             |